# Van Horn (Teksas)
Van Horn je gradić u američkoj saveznoj državi Teksas. Prema popisu stanovništva iz 2010. u njemu je živjelo 2.063 stanovnika.